# Dear Zachary: A Letter to a Son About His Father
Dear Zachary: A Letter to a Son About His Father (« Cher Zachary, Une lettre à un fils à propos de son père ») est un documentaire américain de 2008 conçu et réalisé par Kurt Kuenne (en).
Andrew Bagby, un ami proche de Kuenne, est assassiné par Shirley Jane Turner après que ce dernier a mis fin à sa relation avec elle. Peu de temps après son arrestation, Turner annonce qu'elle est enceinte de l'enfant de Bagby, un garçon qu'elle a appelé Zachary. Kuenne décide d'interviewer de nombreux parents, amis et associés d'Andrew Bagby et d'intégrer leurs souvenirs affectueux dans un film destiné à servir d'album cinématique privé au fils qui ne l'a jamais connu. Au fil des événements, le film devient une sorte de documentaire sur le crime et il est publié.
Turner, qui se voit confier la garde de Zachary, tue également le bébé lors d'un meurtre-suicide en sautant dans l'océan Atlantique. 
Kuenne fait don de tous les bénéfices du film à une bourse établie aux noms d'Andrew et de Zachary Bagby.